# Cosmologia biblica

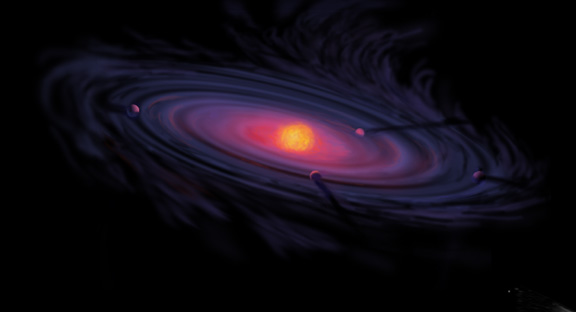
Rappresentazione del disco protoplanetario del sistema solare

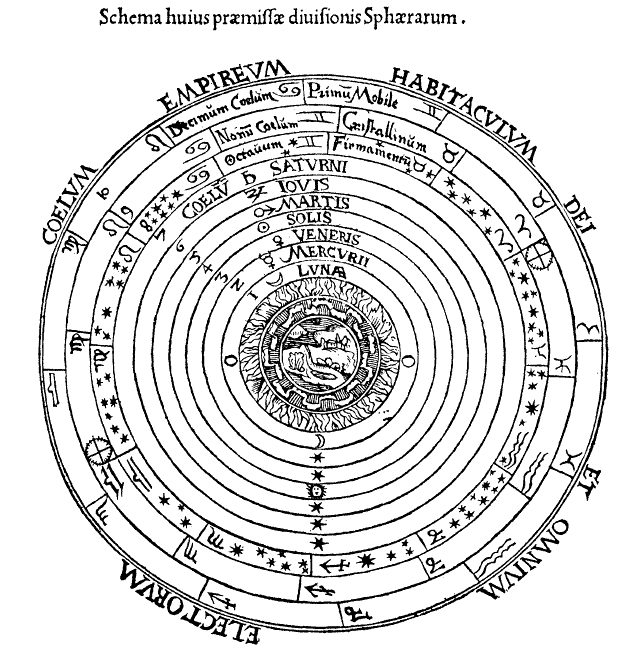
Le sfere celesti geocentriche nella Cosmographia di Pietro Apiano (Anversa, 1539)

La cosmologia biblica è la concezione che gli scrittori biblici avevano del cosmo come entità strutturata e organizzata, comprendente la sua origine, il suo ordinamento, significato e destino.
La cosmografia biblica coincide in larga parte con la "cosmografia arcaica" comune a diverse culture (mesopotamica, egizia, siriaca, greco-antica, ecc.) e solo marginalmente con la cosmografia ellenistica. Il confronto della cosmologia israelita con quelle dei popoli circostanti, mettendo in luce non solo le somiglianze e la presenza di elementi comuni o identici, ma anche le differenze e le omissioni, evidenzia le motivazioni teologiche che hanno determinato le caratteristiche proprie delle concezioni ebraiche. Queste differenze si riscontrano soprattutto nella cosmogonia biblica.

## Difficoltà metodologiche
L'identificazione della cosmologia biblica deve affrontare diverse difficoltà, fra cui:
- Nessun libro della Bibbia tratta esplicitamente di astronomia; di conseguenza la concezione cosmografica sottostante può solo essere ipotizzata sulla base di testi appartenenti a generi letterari molto diversi: testi profetici, riflessioni sapienziali, poesia, ecc. Come per altre culture antiche risulta molto difficile distinguere affermazioni ritenute oggettivamente esatte dall'autore biblico da quelle metaforiche.[Nota 2]
- La Bibbia si è formata nel corso di molti secoli, con l'apporto di molti autori. Una interpretazione letterale della Bibbia porta a concludere che i suoi concetti cosmologici non sono sempre consistenti.[3][4]
- La flessibilità della lingua ebraica lascia spazio ai traduttori per inserirvi le proprie convinzioni sulle conoscenze astronomiche degli antichi ebrei, producendo così interpretazioni e traduzioni discordanti. Un esempio significativo è nel Libro di Isaia (versetto 40,22[5]) in cui i traduttori riscontrano di volta in volta il "circolo della Terra" (=il bordo della Terra piatta o più semplicemente il cerchio dell'orizzonte), la "volta del mondo" (=la cupola del Firmamento) o il "globo terrestre". Quest'ultima traduzione ipotizza che l'autore del testo, il Deuteroisaia, potesse essere a conoscenza della sfericità della Terra. Secondo l'esegesi ebraica (fra cui Mosè Maimonide) il versetto non avrebbe affatto un significato cosmologico. Esso contrapporrebbe l'immutabilità di Dio che presiede (letteralmente "siede") sopra la ciclicità del tempo (giorni, stagioni, mode, ecc.) alla condizione instabile di coloro che risiedono sulla terra.

L'importanza marginale rivestita dalla cosmografia nel testo biblico non consente di attribuirne le imprecisioni a convinzioni errate dell'autore o alla mancanza di ispirazione divina.

## Cosmogonia (origini del cosmo)

### L'atto creativo
Le parole d'apertura del racconto della creazione in Genesi (Genesi 1:1-26) riassumono il punto di vista degli autori su come il cosmo ebbe origine: "In principio Dio creò il cielo e la terra" – Yahweh, il Dio di Israele, è stato l'unico responsabile della creazione e non ha avuto rivali. L'espressione "il cielo e la terra" è un merismo per indicare la totalità dell'universo. In Mesopotamia, inoltre, Cielo (An) e Terra (Ki) erano due divinità progenitrici di tutti gli dei e origine del mondo creato; il merismo, quindi, ha un importante contenuto teologico: anche il cielo e la terra sono "cose".
Gli esegeti hanno lungamente dibattuto se la creazione abbia utilizzato una materia inerte preesistente oppure abbia avuto luogo dal nulla. L'esegesi ebraica antica sia rabbinica sia ellenistica (Filone) affermò concordemente la creazione ex-nihilo (dal nulla).  Gli studiosi moderni, invece, hanno perlopiù ritenuto che Genesi presupponga l'esistenza di un caos primigenio.
La controversia riguarda principalmente l'interpretazione da dare al secondo versetto, in cui sembra essere descritto un oceano cosmico preesistente analogo a quello del mito mesopotamico della creazione Enūma eliš. L'esistenza di tale oceano increato sembra, però, in contrasto con altri testi biblici.

### Il ruolo della Parola
L'antico politeismo dei popoli del Vicino Oriente subì delle importanti trasformazioni nell'ultimo millennio prima di Cristo. L'intervento divino nel mondo venne spesso concentrato in una sola divinità (Marduk a Babilonia, Assur in Assiria, Baal in Siria) o in ipostasi di un dio più o meno trascendente. Divinità originariamente distinte furono considerate ipostasi del dio supremo. Nei libri biblici più recenti e nella letteratura ebraica intertestamentaria si diffuse l'idea, formulata in accordo con gli sviluppi stoici della filosofia greca, che la Sapienza, la Parola e lo Spirito di Dio fossero penetrati in tutte le cose e avessero dato loro unità.
Il cristianesimo a sua volta adottò queste idee e identificò Gesù con il verbo creativo: "In principio era il Verbo, il Verbo era presso Dio e il Verbo era Dio" (Giovanni 1:1).
Dio inizia ogni atto creativo con la pronuncia di una parola ("Dio disse: Sia il/la...") e lo conclude dandole un nome.
La creazione mediante un'enunciazione non è riservata solo all'Antico Testamento (Tanakh): era sconosciuta nella cosmologia della Mesopotamia, ma fu un fattore importante nella tradizione egizia. Esiste però una differenza tra le mitologie del "logos" egiziana ed ebraica: in Genesi 1 la parola divina di Elohim è un atto di "fare/plasmare"; la parola del dio creatore egizio, in contrasto, è quasi un'attivazione magica di qualcosa inerente alla precreazione: come tale, va oltre il concetto di fiat (atto divino), avvicinandosi in un certo qual modo al Logos del Vangelo di Giovanni.

### La definizione del nome
Nel mondo antico "Il nome di un essere vivente o di un oggetto era... l'essenza stessa di ciò che veniva definito e la pronuncia di un nome significava creare ciò che era enunciato" L'Antico Testamento pre-esilio (prima del 586 p.e.v.) non ammetteva pari a Dio in cielo, nonostante l'esistenza di una schiera di esseri spirituali subordinati che contribuivano a prendere decisioni su questioni di cielo e terra. Gli scrittori post-esilici della tradizione sapienziale (ad esempio il Libro dei Proverbi, il Cantico dei cantici, ecc.) sviluppano l'idea che la Sapienza, più tardi identificata con la Torah, esistesse già prima della creazione e fosse stata usata da Dio per creare l'universo: «Presente fin dall'inizio, la Sapienza assume il ruolo di artefice, mentre Dio stabilisce i cieli, delimita le acque caotiche e le forme delle montagne e campi» Prendendo in prestito certe idee dai filosofi greci, che reputavano che la ragione (il Logos) tenesse legato insieme l'universo, la tradizione sapienzale insegnò che la Sapienza di Dio, la sua Parola e il suo Spirito erano la base dell'unità cosmica. Il cristianesimo a sua volta adottò queste idee e le applicò a Gesù: la Lettera ai Colossesi chiama Gesù "...immagine del Dio invisibile, primogenito di tutta la creazione.", mentre il Vangelo secondo Giovanni lo identifica con la parola creativa ("In principio era il Verbo, e il Verbo era presso Dio e il Verbo era Dio").

### Parola divina o Battaglia divina?

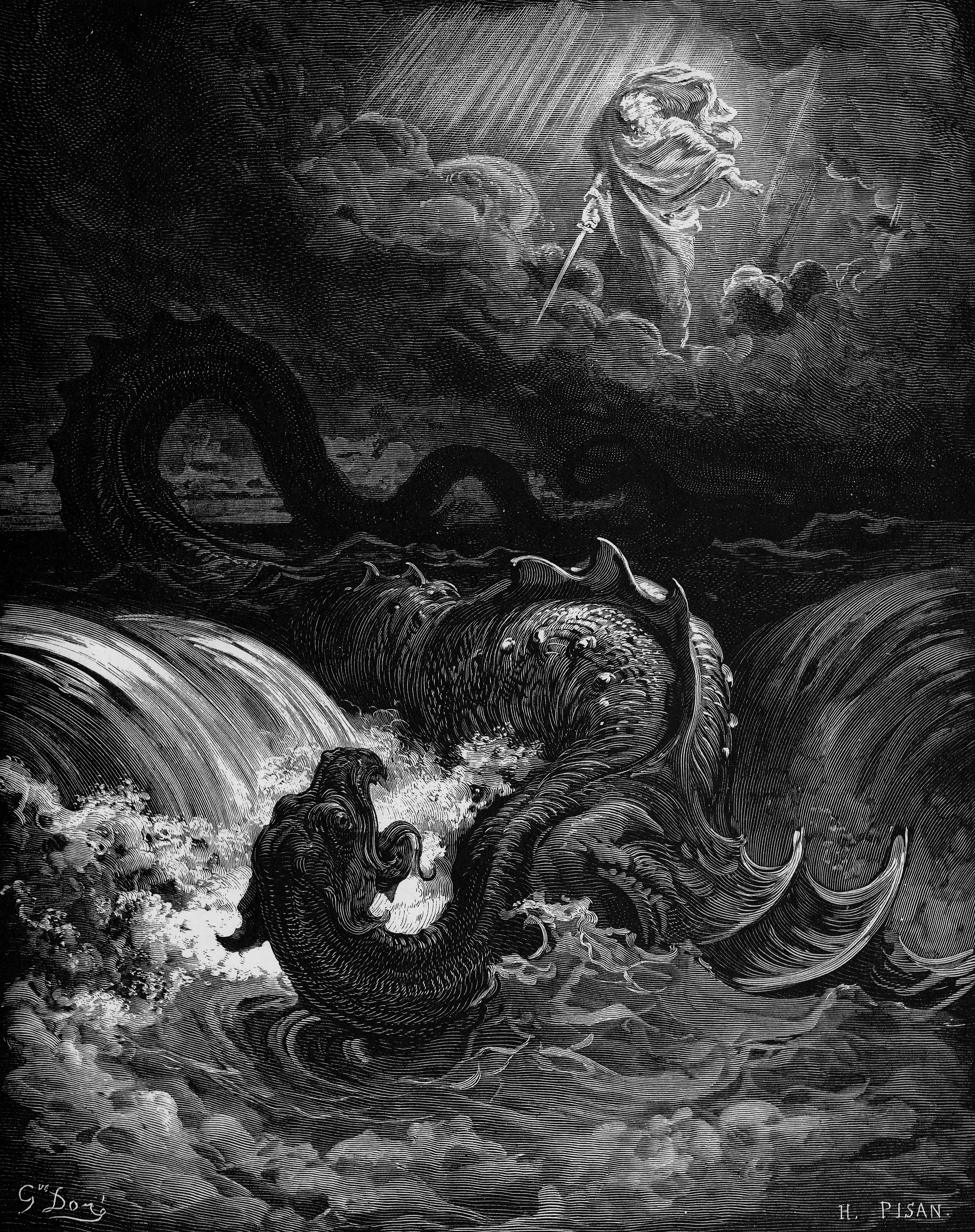
Distruzione di Leviathan, illustrazione di Gustave Doré (1865)

Nell'unico testo esplicitamente cosmogonico della Bibbia il processo di creazione è descritto esclusivamente tramite il modello sopra descritto del "logos". Dio parla e forma la materia inerte dandole esistenza e ordine (Salmi 33: "Dalla parola del Signore furono fatti i cieli, dal soffio della sua bocca ogni loro schiera. Come in un otre raccoglie le acque del mare, chiude in riserve gli abissi"). Accanto a questo modello i testi poetici ricorrono volentieri al tipico modello dei popoli del Vicino Oriente Antico, quello di una battaglia, o "agōn" (agone), fra Dio e le forze del caos primigenio. In questo secondo modello Dio dà battaglia ai mostri del mare, all'inizio del mondo, al fine di imporre la propria sovranità e il proprio potere. Salmi 74 evoca il modello dell'agone: si apre con una lamentazione sulla diserzione da parte di Dio del suo popolo e sulle relative tribolazioni, poi gli viene chiesto di ricordare le sue azioni passate: "Tu con potenza hai diviso il mare, hai schiacciato la testa dei draghi sulle acque. Al Leviatàn hai spezzato la testa, lo hai dato in pasto al popolo del deserto." In questa visione del mondo i mari sono le forze primordiali del disordine, e l'opera della creazione è preceduta da un combattimento divino (o "teomachia").
La Creazione nel modello "agon" segue questa trama: (1) Dio quale guerriero divino combatte contro i mostri del caos, che includono Mare, Morte, Tannin e Leviatano; (2) Il mondo della natura si unisce alla battaglia e i mostri del caos sono sconfitti; (3) Dio siede in trono su una montagna divina, circondato da divinità minori; (4) Egli parla e la natura dà origine al mondo creato, o per i greci, il cosmo. Questo mito fu ripreso successivamente dalla letteratura apocalittica ebraica e cristiana e proiettata nel futuro, cosicché la battaglia cosmica diventa l'atto decisivo alla fine della storia: il Libro della Rivelazione (fine del I secolo e.v.) quindi racconta come, dopo la vittoria finale di Dio sui mostri marini, un Nuovo Cielo e Nuova Terra saranno inaugurati in un cosmo che "non avrà più mare" (Apocalisse 21:1).

## Cosmografia (forma e struttura del cosmo)

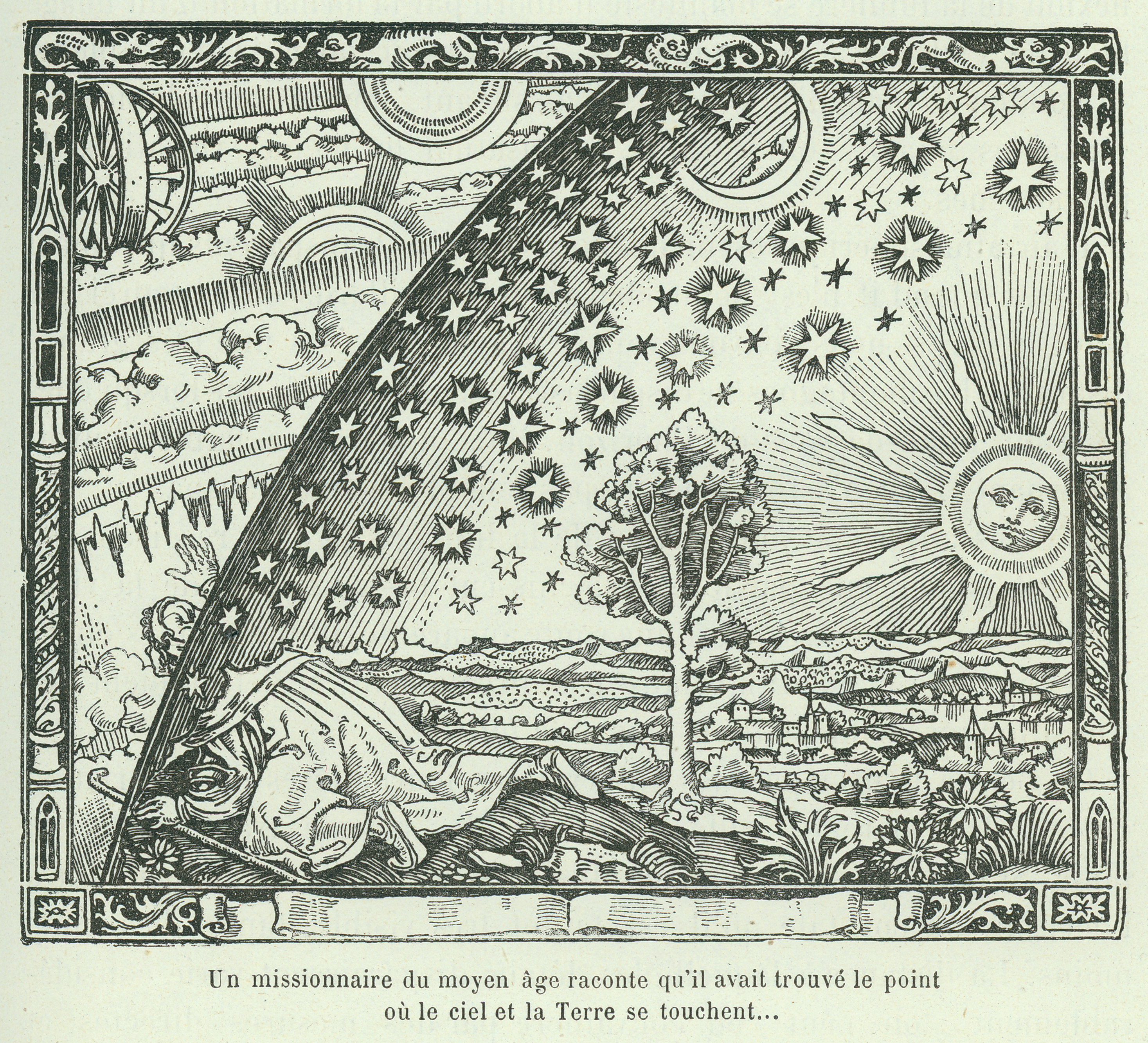
Raffigurazione cosmologica di Flammarion tratta dal libro L'atmosphère: météorologie populaire (1888)

### Cielo, terra, oltretomba e oceano cosmico
L'universo degli antichi israeliti, come quello di tutti i popoli del Vicino Oriente antico, sembra essere composto di tre livelli:
- i cieli (in ebraico שמים‎?, shamayim) in alto;
- La Terra, nel mezzo tra gli inferi e il Paradiso
- l'oltretomba (sheol) in basso;

il tutto circondato dalle "acque del caos" originarie, l'oceano cosmico, separato da Dio quando creò il mondo.
Gli esseri umani abitavano la terra durante la vita e il mondo sotterraneo dopo la morte, e l'oltretomba era un luogo moralmente neutro; solo durante il periodo ellenistico (verso il 330 p.e.v.) gli ebrei cominciarono ad adottare l'idea greca di un posto di punizione per misfatti e che i giusti avrebbero goduto di un aldilà in cielo. In questo periodo anche la più antica cosmologia a tre livelli fu in gran parte rimpiazzata dal concetto greco di una terra sferica sospesa nello spazio al centro di una quantità di cieli concentrici.

### Oceano cosmico
Sottoterra c'erano le "acque del caos", il mare cosmico, dimora di mostri mitici sconfitti e uccisi da Dio (Esodo 20:4 ammonisce contro il farsi "immagine alcuna di ciò che è lassù nel cielo né di ciò che è quaggiù sulla terra, né di ciò che è nelle acque sotto la terra"). Esistevano anche acque sopra la terra e quindi il raqia (in ebraico רקיע‎?, firmamento), una volta solida, era necessario per impedir loro di inondare il mondo.
Tehom (in ebraico תְּהוֹם‎?), il mitologico oceano cosmico, copriva la terra finché Dio creò il firmamento per dividerlo in porzione superiore e inferiore e rivelare la terra ferma; la Terra da allora è rimasta ancorata nel mare cosmico sulle sue fondamenta, le montagne. Il tehom cosmico è, o era, ostile a Dio: lo confrontò all'inizio del mondo (Salmi 104:6-9) ma fuggì dalla terra ferma "alla sua minaccia"; ora Dio gli ha messo un confine o limite che non può più oltrepassare (Geremia 5:22 e Giobbe 38:8-10). Il mare cosmico è dimora di mostri che Dio conquista: "Con forza agita il mare e con intelligenza doma Raab!" (Giobbe 26:12-13). (Rahab è un mostro marino esclusivamente ebraico; altri, tra cui il Leviatano e i Tannin o draghi, si ritrovano anche nei testi ugaritici; non è chiaro se siano identici con il Mare o siano dei suoi aiutanti). Il "mare bronzeo" che si trovava nel piazzale del Tempio di Gerusalemme, probabilmente corrisponde al "mare" nei templi babilonesi, che rappresenta apsû, l'oceano cosmico.
Nel Nuovo Testamento, quando Gesù conquista il mare in tempesta mostra la deità la divinità che prevale sulle forze del caos: il Figlio di Dio quieta il nemico con una semplice parola di comando (Marco 4:35-41) e poi lo calpesta (Camminata sull'acqua - Marco 6:45,47-51) Nell'Apocalisse, dove l'Arcangelo Michele espelle il drago (Satana) dal cielo ("Scoppiò quindi una guerra nel cielo: Michele e i suoi angeli combattevano contro il drago." - Apocalisse 12:7), il motivo può essere fatto risalire al Leviatano in Israele e a Tiamat, l'oceano-caos nel mito babilonese, identificato con Satana attraverso una interpretazione del serpente dell'Eden.

### I cieli

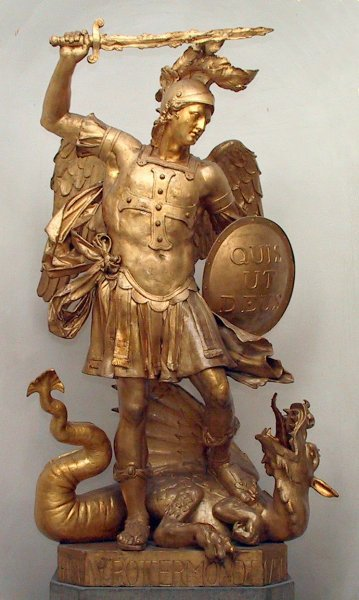
L'Arcangelo Michele, membro delle schiere angeliche al servizio di Dio, che sconfigge Satana, il drago del caos.

#### Forma e struttura
Nell'Antico Testamento la parola shamayim representava sia il cielo/atmosfera che la dimora di Dio. Il raqia o firmamento - il cielo visibile - era una coppa solida rovesciata sopra la terra, di colore blu dell'oceano celeste che le stava sopra. Pioggia, neve, vento e grandine erano tenuti in magazzini al di fuori di raqia, che avevano "finestre" per consentire alle intemperie di entrare - le acque del diluvio di Noè entrarono quando le "finestre del cielo" erano aperte. Il cielo si estendeva e coincideva (cioè toccava) i lontani confini della terra; gli esseri umani che alzavano lo sguardo vedevano la base del cielo, che era fatta di lapislazzuli blu trasparenti (Esodo 24:10: "videro il Dio d'Israele: sotto i suoi piedi vi era come un pavimento in lastre di zaffìro, simile in purezza al cielo stesso"), come il trono di Dio (Ezechiele 1:26).
Grammaticalmente la parola shamayim può essere sia duale (solo due) sia plurale (più di due). Il plurale, tuttavia, potrebbe essere interpretato come un pluralis amplitudinis, che non indica il numero ma la sconfinata ampiezza del cielo. Il risultato è che non è chiaro se ci fossero uno, due o più cieli nell'Antico testamento,. Un ulteriore motivo di discussione è costituito dall'espressione "cielo dei cieli", in cui già von Rad riconobbe l'influsso della cosmografia babilonese, ma che viene spesso interpretata solo come un'iperbole.
I babilonesi avevano un'idea più complessa del cielo e, durante l'esilio babilonese (VI secolo p.e.v.) l'influenza della cosmologia babilonese portò gli ebrei alla concezione di una pluralità di cieli. Ciò continuò nel Nuovo Testamento: l'Apocalisse di Giovanni apparentemente ha solo un cielo, ma la Lettera agli Ebrei, quella ai Colossesi e quella agli Efesini ne hanno più d'uno, sebbene non sia specificato quanti.Paolo di Tarso narra della sua visita al terzo cielo, il luogo dove, secondo il pensiero del tempo, si trovava il giardino del Paradiso.

#### Dio e gli esseri celesti
Israele e Giuda, come altri regni Canaaniti, originariamente avevano un pantheon completo di dèi. Il principale dell'antico pantheon canaanita era il dio El, ma col tempo Yahweh lo rimpiazzò come dio nazionale e i due si fusero insieme ("Yahweh-El, creatore del cielo e della terra" - Genesi 14:22). Gli dèi rimanenti erano ora soggetti a Yahweh: "Chi sulle nubi è uguale al Signore, chi è simile al Signore tra gli angeli di Dio? Dio è tremendo nell'assemblea dei santi...?" (Salmi 89:6-9). Nel Libro di Giobbe l'Assemblea dei Santi, i Figli di Dio (Bənê hāʼĕlōhîm, in ebraico בני האלהים‎?, lett. "Figli degli esseri divini") si incontrano in cielo per esaminare gli eventi in terra e decidere il fato di Giobbe. Uno di loro è "il Satana", letteralmente "l'accusatore", che viaggia sulla terra in maniera simile ad una spia imperiale persiana (il Libro di Giobbe risale al periodo della dominazione persiana), riferendo e mettendo alla prova la lealtà degli uomini verso Dio.
I corpi celesti (la "schiera celeste" - sole, luna e stelle) erano venerati come deità, pratica che la Bibbia disapprova e della quale il giusto Giobbe protesta la sua innocenza: "Se vedendo il sole risplendere e la luna... e con la mano alla bocca ho mandato un bacio, anche questo sarebbe stato un delitto." (Giobbe 26-28)
Nei primi testi dell'Antico Testamento i bene elohim erano dèi, ma successivamente divennero angeli, i "messaggeri" (malakim), che Giacobbe vede andare e venire lungo una "scala" (in effetti una montagna celeste) tra cielo e terra. In precedenti opere i messaggeri erano anonimi, ma nel periodo del Secondo Tempio (539 p.e.v.-100 e.v.) si iniziò a dar loro nomi ed infine divennero i grandi ordini angelici di cristianesimo ed ebraismo. Quindi gli dèi e dee che una volta erano stati prima i superiori di Yahweh o suoi pari, poi i suoi dèi subordinati, finirono per diventare gli angeli al suo servizio.

#### Il paradiso e l'anima umana
Non esiste concetto di anima umana, o di vita eterna, nelle parti più antiche della Bibbia ebraica. La morte è l'esalazione del soffio che Dio una volta soffiò nella polvere (2:7); tutti gli uomini devono affrontare la stessa sorte in Sheol, un'esistenza occultata tra le ombre senza conoscenza o sentimento (Giobbe 14:13; Qoelet 9:5) e non c'è modo per i mortali di entrare in cielo. La situazione cambiò nel corso dei secoli, dopo l'esilio babilonese, quando una credenza nell'aldilà e nella retribuzione dopo la morte, apparve nella letteratura apocalittica ebraica. Più o meno allo stesso tempo, la Bibbia fu tradotta in greco ed i traduttori utilizzarono la parola greca paradaisos (Paradiso) per il giardino di Dio e il Paradiso venne ad esser situato in cielo.

### La terra

#### Geografia cosmica
Nella Bibbia non è detta chiaramente la forma della Terra. In un verso (Isaia 40, 22) viene detto che Dio siede sopra "la volta del Mondo" che non necessariamente voleva dire che la Terra è circolare ma può voler dire anche una sfera.
Un'opera del I secolo a.C., il Libro di Enoch, descrive un viaggio ai confini della terra dove, tra le altre meraviglie, l'eroe (Enoch, antenato di Noè che, secondo Genesi 5:24, non morì ma fu "preso" da Dio) incontra un "grande fiume" e una montagna al Nord vicino al posto dove i luminari celesti erano depositati. A Ovest trova un'altra montagna questa volta con tre caverne scure per le anime dei peccatori e una ben illuminata per i giusti; in Oriente visita il "giardino di giustizia" e l'Albero della Conoscenza, i cui frutti assomigliano a grappoli d'uva. Il Libro di Enoch fu immensamente influente nel periodo del Nuovo Testamento e viene citato nella Lettera di Giuda.

#### Templi, montagne, giardini e fiumi

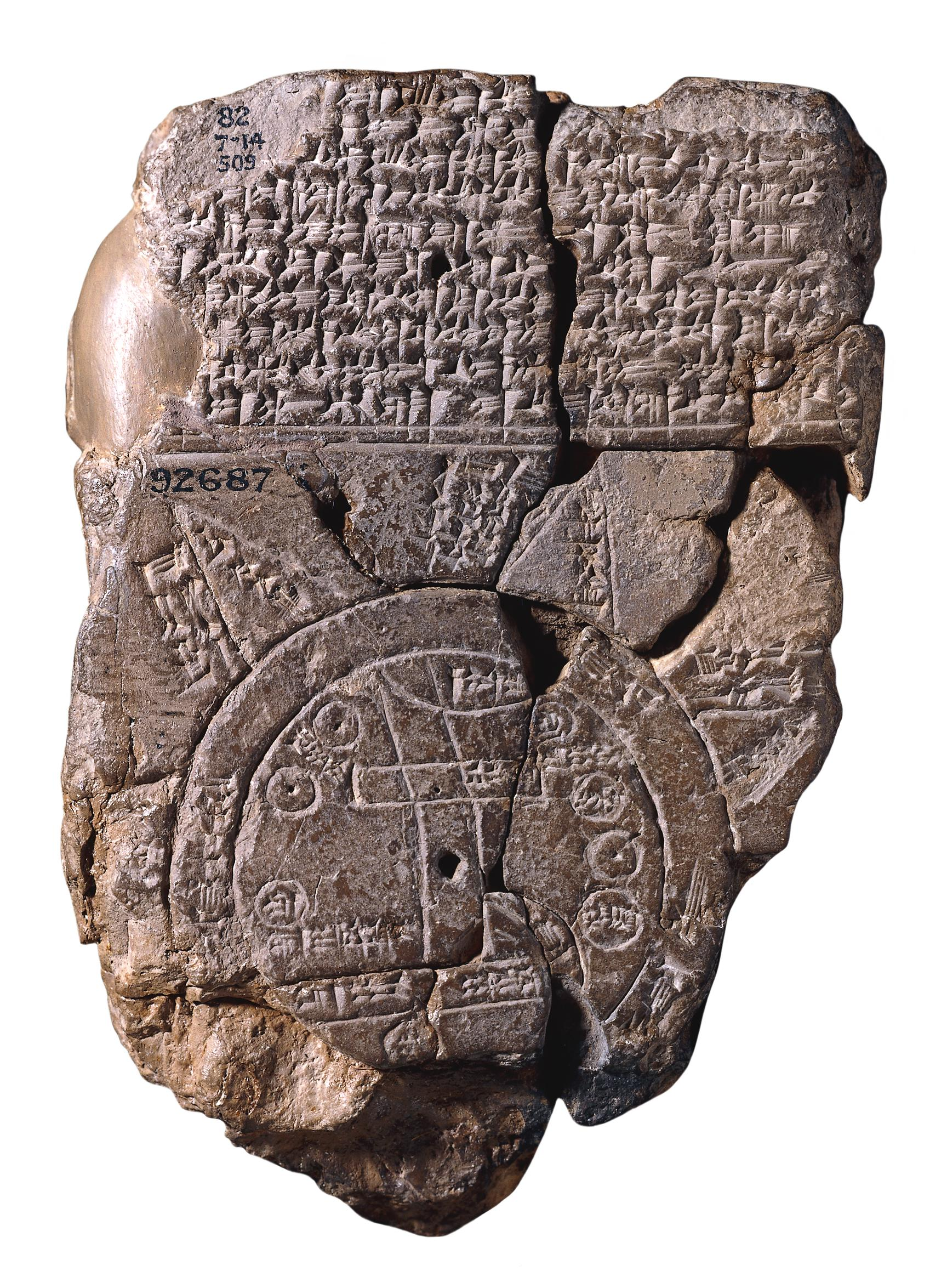
Mappa babilonese del Mondo (ca.600 p.e.v.). Il concetto biblico della terra era molto simile: una terra piatta circolare circondata da un oceano globale, con isole e montagne favolose ai "confini della terra".

Nel Vicino Oriente antico il dio guerriero cosmico, dopo aver sconfitto le potenze del caos, avrebbe creato la sua dimora terrena, il tempio. Proprio come l'abisso, il più profondo delle profondità, era il luogo del Caos e della Morte, così il tempio di Dio era nell'Alto della Montagna. Nell'antico Regno di Giuda la "montagna" (in realtà poco più di una collina) e il sito del Tempio era Sion (Gerusalemme),, l'ombelico e centro del mondo (Ezechiele 5:5 e 38:12). I Salmi descrivono Dio che siede sul trono sopra la Tempesta nel suo palazzo celeste (Salmi 29:10), il Re eterno che "costruisce le sue alte stanze sulle acque" (Salmi 104:3) - un'immagine che richiama il dio mesopotamico Ea, che pone il suo trono su Apsu, le acque dolci primordiali sotterranee, e il dio canaanita El, descritto nel Ciclo di Baal col suo palazzo su una montagna cosmica che è la sorgente dell'oceano primordiale.
Nella cosmologia del Vicino Oriente antico il punto in cui i reami di cielo e terra si uniscono è a volte descritto come un "giardino di Dio" terrestre, associato con tempio e palazzo reale. Ezechiele 28:12-19 mette il giardino dell'Eden sulla montagna degli dèi; in Genesi 2-3 il luogo dell'Eden è più vago, semplicemente in un "lontanissimo est", ma viene fortemente implicato in entrambi che il giardino sia adiacente ad un tempio o palazzo. In Gerusalemme il Tempio era decorato con motivi del cosmo de del giardino e, come altri templi antichi del Vicino oriente, le sue tre sezioni rappresentavano un microcosmo simbolico, dalla corte esterna (il mondo visibile della terra e del mare), attraverso il Luogo Santo (il cielo ed il giardino di Dio visibili) fino al Santo dei Santi (il cielo invisibile di Dio). Le immagini della montagna cosmica e del giardino di Ezechiele riappaiono nell'Apocalisse di Giovanni del Nuovo Testamento, applicate alla Gerusalemme messianica, le sue mura adornate di pietre preziose, il "fiume d'acqua viva limpida come cristallo, che scaturiva dal trono di Dio" (Apocalisse 22:1-2).
Un flusso sotterraneo (un oceano di acqua dolce nel sottosuolo?) fertilizza l'Eden prima di dividersi in quattro fiumi che fuoriescono sulla terra intera (Genesi 2:5-6: "...il Signore Dio faceva salire dalla terra l'acqua dei canali per irrigare tutto il suolo"); in Ezechiele 47:1-12 (cfr. Terzo Tempio) e altri profeti il flusso acqueo sgorga dal tempio stesso, fa fiorire il deserto e trasforma il Mar Morto da salato a dolce. Tuttavia le acque sotterranee sono ambigue: sono la sorgente dei fiumi che danno vita, ma sono anche associati con la morte (Geremia 2:6 e Giobbe 38:16-17 descrivono come la via verso Sheol sia attraverso l'acqua e le sue porte siano poste ai piedi della montagna in fondo ai mari).

### L'Oltretomba

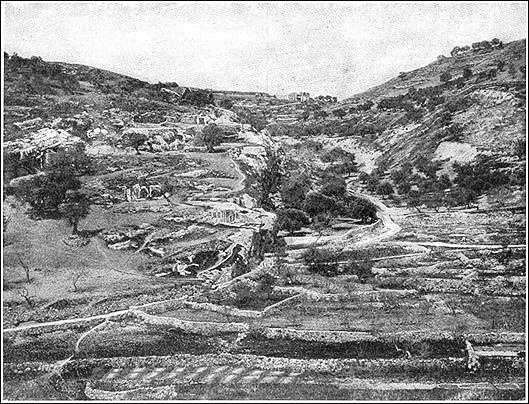
La valle della Geenna nel 1900. Già sito di sacrifici umani e discarica di cadaveri di criminali giustiziati, Geremia profetizzò che sarebbe diventata la "valle del massacro" e luogo di sepolture; nella letteratura successiva venne quindi identificata con una nuova idea dell'Inferno quale posto dove i malvagi sarebbero stati puniti.

#### Sheol e Bibbia ebraica
Secondo la tradizione, sottoterra si trovava Sheol, luogo dei rephaim (in ebraico רפאים‎?, ombre), sebbene non sia interamente chiaro se tutti coloro che morivano diventassero ombre, o solo i "grandi morti" (si confronti Salmi 88:10 con Isaia 14:9 e 26:14). Altri implicano che i morti stessi sono in qualche senso semidivini, come l'ombra del profeta Samuele, che viene chiamato un e-lohim, la stessa parola usata per Dio e gli dèi, ovvero i  bnei E-lohim, alcuni angeli. Altri passi ancora affermano la potenza di Dio su Sheol come su tutto il resto della sua creazione: "Anche se penetrassero nello Sceol, di là li strapperà la mia mano." (Amos 9:2).

#### Periodo intertestamentario
Lo Sheol dell'Antico Testamento era semplicemente la dimora di tutti i morti, buoni e cattivi insieme. Nel periodo ellenistico gli ebrei d'Egitto che parlavano greco e quindi probabilmente sotto l'influenza del pensiero greco, giunsero a credere che i buoni non sarebbero morti ma sarebbero andati direttamente da Dio, mentre i malvagi sarebbero morti veramente e sarebbero andati nel regno di Ade, dio dell'oltretomba, dove forse avrebbero patito grandi tormenti. 1 Enoch, risalente al periodo tra l'Antico e il Nuovo Testamento, separa i defunti tra giusti e iniqui e dà ai primi una fonte, forse col significato che questi sono le acque (fonti) di vita. Al tempo di Gesù si era quindi sviluppata l'idea che i malvagi iniziavano la loro pena nell'Ade appena morti, idea che si riflette nella parabola di Lazzaro e il ricco Epulone.

#### La fine dei tempi
L'Ade del Nuovo Testamento è un soggiorno temporaneo, da usarsi solo fino alla fine dei tempi, quando i suoi abitanti saranno gettati nella fossa della Geenna e nello "Stagno di Fuoco" (Apocalisse 20:10-14). Questo stagno è nel sottosuolo oppure finirà nel sottosuolo quando la "nuova terra" emergerà (Apocalisse 21:1, Isaia 65:17,66:22, 2 Pietro 3:13). Il Diavolo non dimora o controlla il mondo sotterraneo - la sua sfera di attività è il mondo umano - e verrà gettato nel fuoco solo alla fine dei tempi. Appare in tutto l'Antico Testamento non come nemico di Dio ma come suo ministro, "una sorta di procuratore generale con poteri investigativi e disciplinari", come nel Libro di Giobbe. Fu solo con i primi Padri della Chiesa che Satana venne identificato col Serpente del Giardino dell'Eden e fu visto come un ribelle contro Dio, che cercava di impedire il piano divino per l'umanità.

## Voci correlate

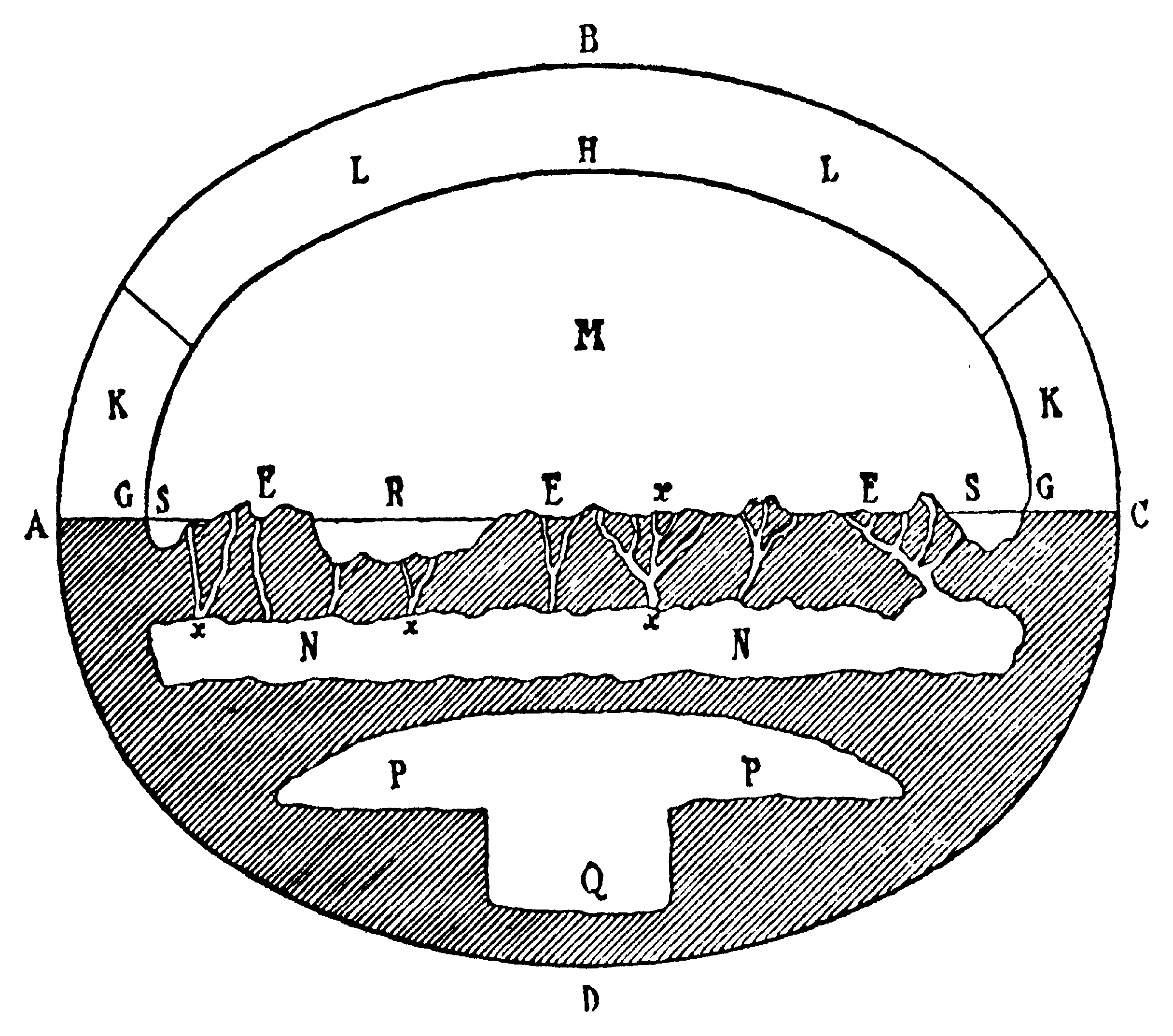
Il cielo, la terra e gli abissi secondo gli autori della Bibbia, come ipotizzato dall'astronomo Schiaparelli, 1902

### Riferimenti
1. ↑  Lucas, 2003, p. 130.
2. ↑  Knight, 1991, p. 175.
3. ↑  Bernstein, 1996, p. 134.
4. 1 2  Berlin, 2011, p. 188.
5. ↑   Isaia 40,22, su La Parola - La Sacra Bibbia in italiano in Internet.
6. ↑   Genesi 1:1-26, su La Parola - La Sacra Bibbia in italiano in Internet.
7. 1 2 3  Wright, 2002, p. 53.
8. ↑  Berlin, 2011, p. 189.
9. ↑  Mabie, 2008, pp. 47-48.
10. 1 2  Kaiser, 1997, p. 28.
11. ↑   Giovanni 1:1, su La Parola - La Sacra Bibbia in italiano in Internet.
12. 1 2  Parrish, 1990, pp. 183-184.
13. 1 2 3 4  Walton, 2003, p. 158.
14. ↑   Genesi 1, su La Parola - La Sacra Bibbia in italiano in Internet.
15. ↑  Page Lee, 1990, pp. 176-177.
16. ↑  Parrish, 1990, p. 183.
17. ↑   Salmi 33, su La Parola - La Sacra Bibbia in italiano in Internet.
18. 1 2  Fishbane, 2005, pp. 34-35.
19. ↑   Salmi 74, su La Parola - La Sacra Bibbia in italiano in Internet.
20. ↑  Fishbane, 2005, p. 39.
21. 1 2  Aune, 2003, p. 118.
22. ↑   Apocalisse 21:1, su La Parola - La Sacra Bibbia in italiano in Internet.
23. ↑  Mabie, 2008, p. 50.
24. 1 2  Aune, 2003, p. 119.
25. ↑  Wright, 2002, pp. 117,124–125.
26. 1 2 3 4  Lee, 2010, pp. 77-78.
27. ↑   Esodo 20:4, su La Parola - La Sacra Bibbia in italiano in Internet.
28. ↑  Ryken et. al., 1998, p. 170.
29. ↑  Ringgren, 1990, pp. 91-92.
30. ↑   Salmi 104:6-9, su La Parola - La Sacra Bibbia in italiano in Internet.
31. ↑   Geremia 5:22, su La Parola - La Sacra Bibbia in italiano in Internet.
32. ↑   Giobbe 38:8-10, su La Parola - La Sacra Bibbia in italiano in Internet.
33. 1 2  Ringgren, 1990, p. 92.
34. ↑   Giobbe 26:12-13, su La Parola - La Sacra Bibbia in italiano in Internet.
35. ↑  Ringgren, 1990, p. 93.
36. ↑  Ringgren, 1990, p. 98.
37. ↑   Marco 4:35-41, su La Parola - La Sacra Bibbia in italiano in Internet.
38. ↑   Marco 6:45,47-51, su La Parola - La Sacra Bibbia in italiano in Internet.
39. ↑  Wyatt, 2001, pp. 105-106.
40. ↑   Apocalisse 12:7, su La Parola - La Sacra Bibbia in italiano in Internet.
41. 1 2  Wyatt, 2001, pp. 106-107.
42. ↑  Pennington, 2007, p. 41.
43. ↑  Pennington, 2007, p. 42.
44. ↑  Wright, 2002, p. 57.
45. 1 2  Wright, 2002, p. 54.
46. ↑   Esodo 24:10, su La Parola - La Sacra Bibbia in italiano in Internet.
47. ↑   Ezechiele 1:26, su La Parola - La Sacra Bibbia in italiano in Internet.
48. ↑  Wright, 2002, p. 56.
49. ↑  Pennington, 2007, pp. 40-41.
50. ↑  Collins, 2000, pp. 23-24.
51. ↑  Collins, 2000, p. 24.
52. ↑  Collins, 2000, p. 68.
53. 1 2  Lee, 2010, p. 147.
54. 1 2 3 4  Wright, 2002, p. 63.
55. ↑   Genesi 14:22, su La Parola - La Sacra Bibbia in italiano in Internet.
56. ↑   Salmi 89:6-9, su La Parola - La Sacra Bibbia in italiano in Internet.
57. ↑  Wright, 2002, pp. 63-64.
58. 1 2  Habel, 2006, p. 67.
59. ↑   Giobbe 26-28, su La Parola - La Sacra Bibbia in italiano in Internet.
60. ↑  Deist, 2000, pp. 120-121.
61. ↑  Knight/Levine, 2011, p. none.
62. ↑  Wright, 2002, pp. 61-62.
63. ↑   Genesi 2:7, su La Parola - La Sacra Bibbia in italiano in Internet.
64. ↑   Giobbe 14:13, su La Parola - La Sacra Bibbia in italiano in Internet.
65. ↑   Qoelet 9:5, su La Parola - La Sacra Bibbia in italiano in Internet.
66. ↑  Bremmer, 1999, p. 1,19.
67. ↑   Genesi 5:24, su La Parola - La Sacra Bibbia in italiano in Internet.
68. ↑  Bautch, 2003, pp. 233-234.
69. 1 2  Delumeau, 2000, p. 24.
70. ↑  Keel, 1997, p. 20.
71. 1 2  Hoppe, 2000, p. 24.
72. ↑  Keel, 1997, p. 114.
73. ↑  Mills, 1998, p. xi.
74. ↑   Salmi 29:10, su La Parola - La Sacra Bibbia in italiano in Internet.
75. ↑   Salmi 104:3, su La Parola - La Sacra Bibbia in italiano in Internet.
76. ↑  Mabie, 2008, p. 44.
77. ↑  Burnett, 2010, p. 71.
78. ↑   28:12-19, su La Parola - La Sacra Bibbia in italiano in Internet.
79. ↑  Tigghelaar, 1999, p. 37.
80. ↑   Genesi 2-3, su La Parola - La Sacra Bibbia in italiano in Internet.
81. ↑  Noord, 1999, p. 28.
82. ↑  Gillingham, 2002, p. 19.
83. ↑  Smith, 2003, p. 169.
84. ↑  Beale, 2004, pp. 58-59.
85. ↑   Apocalisse 22:1-2, su La Parola - La Sacra Bibbia in italiano in Internet.
86. ↑  Delumeau, 2000, p. 5.
87. ↑   Genesi 2:5-6, su La Parola - La Sacra Bibbia in italiano in Internet.
88. ↑   Ezechiele 47:1-12, su La Parola - La Sacra Bibbia in italiano in Internet.
89. ↑  Bautch, 2003, pp. 71-72.
90. ↑   Geremia 2:6, su La Parola - La Sacra Bibbia in italiano in Internet.
91. ↑   Giobbe 38:16-17, su La Parola - La Sacra Bibbia in italiano in Internet.
92. ↑  Bautch, 2003, pp. 72-73.
93. ↑   Geremia 7:31-32, su laparola.net.
94. ↑  Berlin, 2011, p. 285.
95. ↑  Bernstein, 2006, pp. 141-142.
96. ↑   Salmi 88:10, su La Parola - La Sacra Bibbia in italiano in Internet.
97. ↑   Isaia 14:9, su La Parola - La Sacra Bibbia in italiano in Internet.
98. ↑   Isaia 26:14, su La Parola - La Sacra Bibbia in italiano in Internet.
99. ↑  Habel, 1975, p. 136.
100. ↑  Bernstein, 2006, pp. 138-139.
101. ↑   Amos 9:2, su La Parola - La Sacra Bibbia in italiano in Internet.
102. ↑  Bernstein, 2006, p. 144.
103. ↑  Bernstein, 2006, p. 139.
104. 1 2  Kelly, 2010, pp. 121-122.
105. ↑  Bautch, 2003, p. 74.
106. ↑   Apocalisse 20:10-14, su La Parola - La Sacra Bibbia in italiano in Internet.
107. 1 2 3 4 5  Kelly, 2010, p. 122.
108. ↑   Apocalisse 21:1, su La Parola - La Sacra Bibbia in italiano in Internet.
109. ↑   Isaia 65:17,66:22, su La Parola - La Sacra Bibbia in italiano in Internet.
110. ↑   2Pietro 3:13, su La Parola - La Sacra Bibbia in italiano in Internet.